# Bilka, Korosten
Bilka (în ucraineană Білка) este localitatea de reședință a comunei Bilka din raionul Korosten, regiunea Jîtomîr, Ucraina.

## Demografie
Componența lingvistică a localității Bilka
     Ucraineană (98,22%)
     Română (1,42%)
     Alte limbi (0,36%)
Conform recensământului din 2001, majoritatea populației localității Bilka era vorbitoare de ucraineană (98,22%), existând în minoritate și vorbitori de română (1,42%).